# Гидрокарбонат калия
Гидрокарбона́т ка́лия, двууглеки́слый калий, арх. двууглекислый пота́ш KHCO3 — кислая соль калия и угольной кислоты. Белое кристаллическое вещество, хорошо растворимое в воде. При стандартных условиях, гидрокарбонат калия — белый порошок.

## Физические свойства
Гидрокарбонат калия — бесцветные кристаллы моноклинной сингонии, пространственная группа P 21/n, параметры ячейки a = 1,453 нм, b = 0,569 нм, c = 0,368 нм, β = 90,32°, Z = 4.
Хорошо растворяется в воде, не растворяется в этаноле.

## Химические свойства
- Водные растворы гидрокарбоната калия имеют слабощелочную реакцию из-за гидролиза по аниону:

{\displaystyle {\mathsf {\ HCO_{3}^{-}+H_{2}O\ \rightleftarrows \ H_{2}CO_{3}+OH^{-}}}}
- Разложение при высокой температуре:

{\displaystyle {\mathsf {2\ KHCO_{3}\ {\xrightarrow {100^{o}C}}\ K_{2}CO_{3}+CO_{2}\uparrow +H_{2}O}}}
- Взаимодействие с кислотами (свойство всех карбонатов) с последующим разложением угольной кислоты:

{\displaystyle {\mathsf {KHCO_{3}+HCl\ {\xrightarrow {\ }}\ KCl+CO_{2}\uparrow +H_{2}O}}}
- Взаимодействие с щелочами приводит к образованию карбоната калия и воды:

{\displaystyle {\mathsf {KHCO_{3}+KOH\ {\xrightarrow {\ }}\ K_{2}CO_{3}+H_{2}O}}}

## Получение
- Пропускание избытка углекислого газа через раствор гидроксида калия:

{\displaystyle {\mathsf {KOH+CO_{2}\ {\xrightarrow {\ }}\ KHCO_{3}}}}
или раствор карбоната калия:
{\displaystyle {\mathsf {K_{2}CO_{3}+CO_{2}+H_{2}O\ {\xrightarrow {\ }}\ 2KHCO_{3}}}}